# Rue Drummond
Pour les articles homonymes, voir Drummond.
La rue Drummond est une voie de Montréal.

## Situation et accès
Cette rue commerciale d'axe nord-ouest / sud-est est située au centre-ville.
Elle relie l'Avenue du Docteur-Penfield à la l'avenue des Canadiens-de-Montréal. On y retrouve de nombreux commerces, librairies, bars et restaurants.

## Origine du nom
La rue tient son nom de Jane Drummond (1816-1907), épouse de l'industriel montréalais John Redpath (1796-1869).

## Historique
Cette voie a été créée en 1842 sous son nom actuel.
En 1862, la patinoire Victoria ouvrait ses portes sur la rue Drummond. Cette patinoire est surtout connue pour avoir accueilli le premier match de hockey codifié, le 3 mars 1875et pour la première fois de la publicité pour le match est faite. La patinoire Victoria (mieux connue sous le nom de Victoria Skating Rink) fut le théâtre de nombreuses autres activités (Carnaval d'hiver de Montréal, bals mondain, expositions, concerts, etc.).
Le premier match de hockey moderne se joua donc sur la rue Drummond. Aujourd'hui, le Centre Bell, au coin de la rue Drummond et de l'avenue des Canadiens-de-Montréal, est l'amphithéâtre des Canadiens de Montréal.

## Promenade Sir-William-Osler
Depuis le 28 octobre 1999, la rue Drummond au nord de Docteur-Penfield a été désigné la Promenade Sir-William-Osler, en honneur de William Osler.

## Bâtiments remarquables et lieux de mémoire

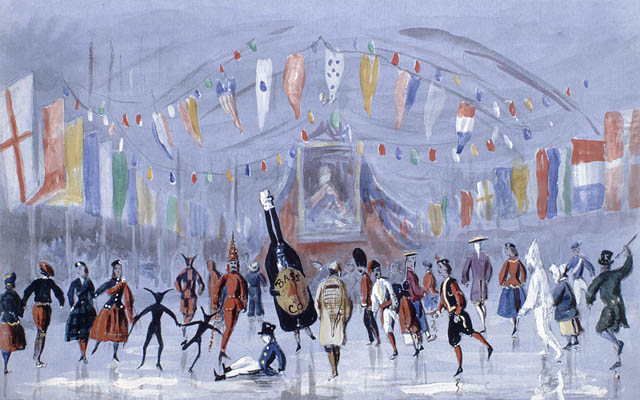
Bal mondain à la patinoire Victoria, sur la rue Drummond, en 1865.
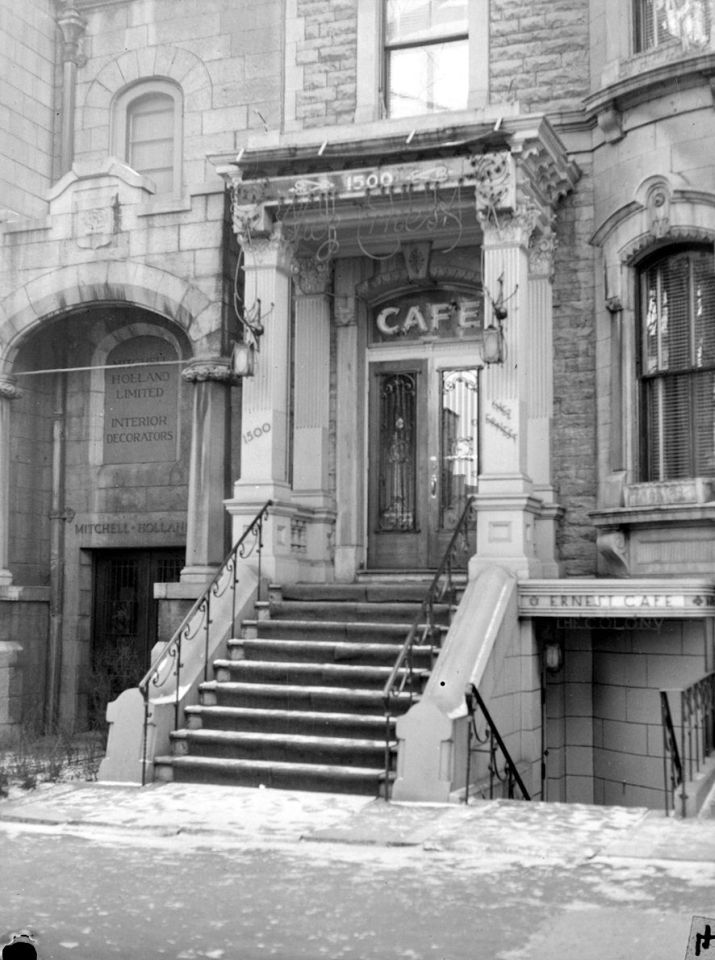
Extérieur du café Chez Ernest de la rue Drummond à Montréal, en 1946.
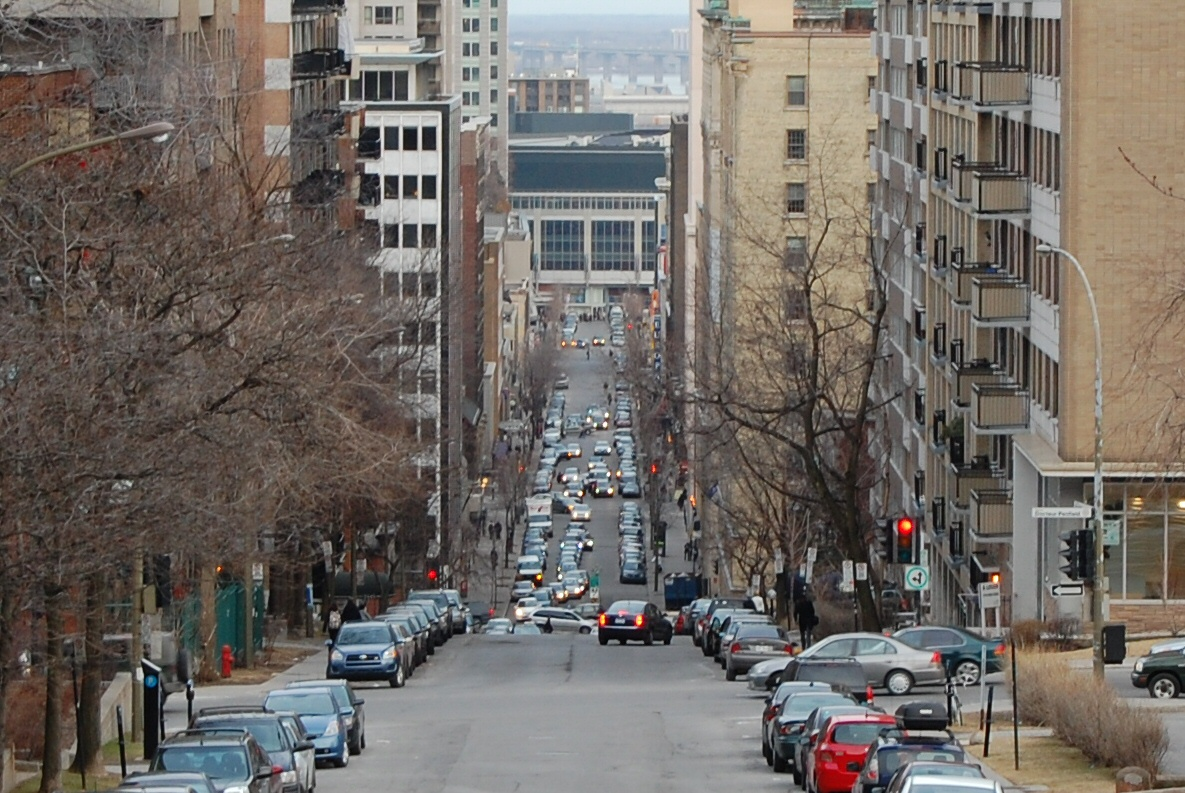
La rue Drummond et le centre Bell (à l'arrière), en 2009.